# Дальня Ільма
Дальня Ільма — річка в Україні, у Сумському районі Сумської області. Права притока Сумки (басейн Дніпра).

## Опис
Довжина річки приблизно 12 км.

## Розташування

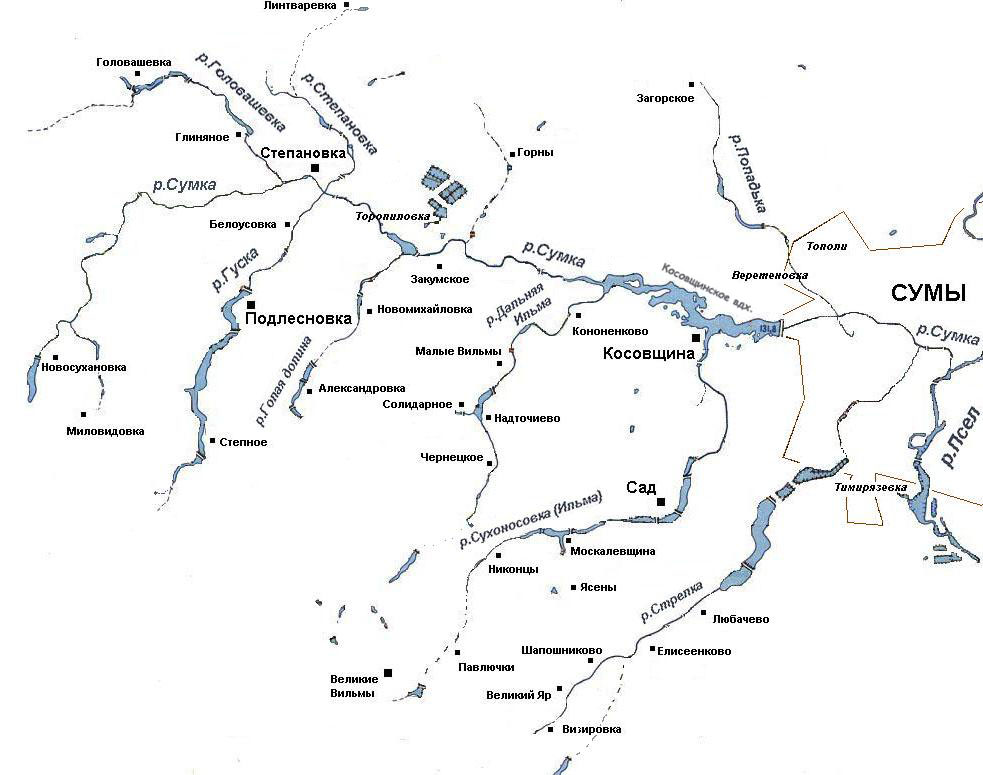
Карта-схема басейну річки Сумки

Бере початок у північно-західній частині Великих Вілм. Тече переважно на північний схід через Чернецьке і в Кононенковому впадає у річку Сумку, праву притоку Псла. 
Населені пункти вздовж берегової смуги: Солідарне, Надточієве, Малі Вільми.